# بیسا (سابسه)
بیسا شهری در شهرستان سابسه در استان بام در بورکینافاسوی شمالی است و جمعیت آن ۸۳۳ نفر است.